# 江华瑶族自治县
江华瑶族自治县是湖南省永州市下辖的自治县，位于湘、粤、桂三省（区）结合部，分别与广东、广西各三个县（市、区）相邻。南北长77.92公里，东西宽72.5公里，区域总面积为3248平方公里。 总人口約45万人，县人民政府駐沱江镇。
截至2016年，江华瑶族自治县辖10个镇、12个乡、1个国有林场，是以瑶族为主、以壮族、汉族、苗族等十余个民族为辅聚居的少数民族自治县，是永州市唯一的少数民族自治县，是湖南省唯一的瑶族自治县，是全国13个瑶族自治县中瑶族人口最多的县，被誉为“神州瑶都”。
2018年，江华瑶族自治县地方生产总值（GDP）完成125.39亿元。

## 历史
- 江华县因县治在“阳华岩之江南”而得名，唐武德四年（621年）析冯乘县而置。
- 江华县域在秦以前属荆、楚之地，秦时属长沙郡。
- 西汉元鼎六年（前111年），置冯乘县，隶苍梧郡，属交州。
- 三国时，地入东吴，隶临贺郡，属广州。
- 南朝时，隶临贺郡，属湘州。
- 隋文帝开皇九年（589年），改隶永州。
- 唐高祖武德四年（621年），析冯乘县置江华县，隶南营州。唐太宗贞观八年（634年）改南营州为道州，属江南西道。武则天临朝称制文明元年（684年），為避祖父武華諱，改江华县为云溪县。唐中宗神龙元年（705年）复名江华县。唐昭宗乾宁三年（896年），属武安军。
- 五代十国时，属马楚。马楚灭亡后，属南汉武安军。
- 宋隶道州，元隶道州路，属湖广行省。明隶永州府，属湖广等处承宣布政使司。明英宗天顺六年（1462年）移县治于黄头岗（今沱江镇）。
- 清顺治六年（1649年），隶永州府，属湖南省。
- 1914年，属衡阳道。1938年属零陵专署。
- 1949年11月江华县和平解放，行政区划仍隶属零陵专署。
- 1952年改属湘南专署。
- 1955年11月25日成立江华瑶族自治县，隶衡阳专署，县治由沱江镇迁水口镇。
- 1962年归复零陵专署（今永州市）至今。
- 1985年11月，县治由水口镇复迁沱江镇。

## 人口
2020年末，永州市第七次全国人口普查公报显示：江华瑶族自治县常住人口为448195人，男性人口占比51.86%，女性人口占比48.14%，年龄结构中0-14岁占比24.71%，15-59岁占比57.36%，60岁以上占比17.93%，65岁以上占比12.82%。

## 地理
江华地处湘、粤、桂三省（区）结合部，与“两广”的六个市县相邻，地理位置十分重要。县城距南宁430公里、距长沙460公里、距广州370公里。
江华资源非常丰富，天上有风能、山上有森林、山下有水能、地下有矿产，全县有林地面积2555.84平方公里，活立木蓄积量1527.87万立方米，森林蓄积量达1300多万立方米。 境内水能资源可开发量达46.5万千瓦，风能资源蕴藏量40万千瓦，开发潜力巨大。矿产资源十分丰富。

## 行政区划
江华瑶族自治县下辖9个镇、6个乡、1个民族乡：
沱江镇、大路铺镇、白芒营镇、涛圩镇、河路口镇、大圩镇、水口镇、码市镇、涔天河镇、界牌乡、桥市乡、大石桥乡、湘江乡、蔚竹口乡、大锡乡和小圩壮族乡。

## 政治

### 现任领导
| 机构     | 江华瑶族自治县人民政府 县长 | · 中国共产党 · 江华瑶族自治县委员会 · 书记 | 江华瑶族自治县人民代表大会 常务委员会 主任 | · 中国人民政治协商会议 · 江华瑶族自治县委员会 · 主席 |
| -------- | --------------------------- | ------------------------------------------ | ------------------------------------------ | ---------------------------------------------------- |
| 姓名     | 吴军臣                      | 段贵建                                     | 伍继承                                     | 义洁                                                 |
| 民族     | 瑶族                        | 汉族                                       | 瑶族                                       | 瑶族                                                 |
| 出生地   | 江华瑶族自治县              | 湖南省祁阳县                               | 江华瑶族自治县                             |                                                      |
| 出生日期 | 1978年12月（46歲）          | 1971年12月（53歲）                         | 1971年6月（53—54歲）                       | 1968年9月（56歲）                                    |
| 就任日期 | 2021年7月                   | 2021年5月                                  | 2021年10月                                 | 2021年2月                                            |

## 交通
洛湛铁路穿越县城， 207国道贯通南北， 326省道横穿东西，道贺高速、 厦蓉高速、 二广高速、贵广高铁即将通车。
- 过境。